# Paula Bennett
Paula Lee Bennett (Wellington, 1969) és una política neozelandesa i diputada de la Cambra de Representants de Nova Zelanda des de les eleccions de 2005, representant la circumscripció electoral de Waitakere des de les eleccions de 2008. És membre del Partit Nacional i forma part del gabinet de John Key.

## Inicis
Va néixer a Wellington el 1969 de pares Bob Bennett i Lee Bennett. Als 17 anys va tenir una filla i va mudar-se a Auckland el 1992. Va realitzar la seva educació terciària al campus d'Albany de la Universitat de Massey; va graduar-se amb un BA en política social.

## Diputada
| Parlament de Nova Zelanda |      |                |        |          |
| Anys                      | Leg. | Circumscripció | Llista | Partit   |
| 2005-2008                 | 48   | Llista         | 45     | Nacional |
| 2008-2011                 | 49   | Waitakere      | 41     | Nacional |
| 2011-actualitat           | 50   | Waitakere      | 14     | Nacional |

En les eleccions de 2005 Bennett fou la candidata del Partit Nacional en la circumscripció electoral de Waitakere. Lynne Pillay del Partit Laborista quedà en primer lloc amb el 48,81% del vot; Bennett n'aconseguí obtenir el 33,07%. En estar en la posició 45 de la llista electoral del seu partit, Bennett va esdevenir diputada de llista.
En les eleccions de 2008 hi guanyà per sobre de Pillay. Bennett fou votada pel 44,90% de la circumscripció, mentre que Pillay fou votat pel 42,83%. El marge electoral entre les dues candidates era de 632 o el 2,07%.
El marge electoral en les eleccions de 2011 es va fer més estret de nou. Aquest cop la candidata del Partit Laborista era Carmel Sepuloni. Bennett va rebre el 44,74% del vot, mentre que Sepuloni el 44,71%. El marge fou tan sols de 9 vots o el 0,03%.

### Ministra
En ser elegit el cinquè govern del Partit Nacional el 2008, Bennett fou nomenada Ministra dels Afers dels Descapacitats, Ministra d'Afers Joves i Ministra de Desenvolupament Social.
El 30 de juny de 2009 va resignar del portfoli ministerial de Ministra dels Afers dels Descapacitats; en el seu lloc la succeí Tariana Turia del Partit Maori. El 22 de gener de 2013 el Primer Ministre John Key anuncià un nou gabinet, en el qual Bennett cessava de ser Ministra d'Afers Joves, succeïda per Nikki Kaye.